# Nagroda im. Beaty Pawlak
Nagroda im. Beaty Pawlak – polska nagroda literacka przyznawana od 2003 autorom publikującym teksty w języku polskim traktujące o innych religiach, kulturach i cywilizacjach.
Nagroda została ustanowiona na podstawie ostatniej woli Beaty Pawlak – dziennikarki, pisarki i reportażystki, zmarłej 12 października 2002 roku w wyniku zamachu terrorystycznego na indonezyjskiej wyspie Bali. Nagrodę przyznaje specjalnie wybrana Kapituła, w której skład wchodzą: Maria Kruczkowska, Antoni Rogala, Olga Stanisławska, Adam Szostkiewicz, Joanna Załuska oraz Wojciech Załuska. W minionych latach członkami Kapituły byli także: Urszula Doroszewska, Wojciech Jagielski, Piotr Kłodkowski i Wojciech Tochman. Za zgłaszanie kandydatów do nagrody odpowiedzialni są członkowie Kapituły oraz nominatorzy, do których należą: Max Cegielski, Krzysztof Czyżewski, Konstanty Gebert, Wojciech Jagielski, Piotr Kosiewski, Jarosław Mikołajewski i Wojciech Tochman.
Opiekę nad funduszem Nagrody sprawuje Fundacja im. Stefana Batorego.

## Laureaci
Laureaci nagrody:
- 2003: Anna Fostakowska za tekst Spuść oczy, płacz („Gazeta Wyborcza”, 2003)
- 2004: Piotr Kłodkowski za cykl artykułów Doskonały smak orientu (Znak, Kraków 2004) oraz Andrzej Stasiuk za książkę Jadąc do Babadag (Czarne, Wołowiec 2004)
- 2005: Joanna Bator za książkę Japoński wachlarz (Twój Styl, 2004)
- 2006: Beata Pawlikowska za książkę Blondynka na Kubie. Na tropach prawdy i Ernesta Che Guevary (wydawnictwo National Geographic, 2006) oraz Paweł Smoleński za książkę Izrael już nie frunie (Wydawnictwo Czarne, Wołowiec 2006)
- 2007: Mariusz Szczygieł za książkę Gottland (Wydawnictwo Czarne, Wołowiec 2006)
- 2008: Artur Domosławski za książkę Zbuntowana Ameryka (Świat Książki, Warszawa 2007), Cezary Michalski za cykl Listów z Ameryki (drukowany na łamach „Dziennika” w 2008 roku)
- 2009: Jacek Milewski za książkę Dym się rozwiewa (Zysk i S-ka, Poznań 2008), Max Cegielski za książkę Oko świata. Od Konstantynopola do Stambułu (W.A.B., Warszawa 2009)
- 2010: Marek Kęskrawiec za książkę Czwarty pożar Teheranu (W.A.B., Warszawa 2010)
- 2011: Witold Szabłowski za książkę Zabójca z miasta moreli. Reportaże z Turcji (Wydawnictwo Czarne, Wołowiec 2010)[3]
- 2012: Bartosz Jastrzębski i Jędrzej Morawiecki za książkę Krasnojarsk Zero (Sic!, Warszawa 2012)
- 2013: Wojciech Górecki za książkę Abchazja (Wydawnictwo Czarne, Wołowiec 2013)
- 2014: Mateusz Janiszewski za książkę Dom nad rzeką Loes (Wydawnictwo Czarne, Wołowiec 2014) oraz Adam Lach za książkę Stigma (Adam Lach 2014)
- 2015: Konrad Piskała za książkę Dryland (W.A.B., Warszawa 2015)[4]
- 2016: Jarosław Mikołajewski za książkę Wielki przypływ (Dowody na Istnienie, Warszawa 2015) i Dariusz Rosiak za książkę Ziarno i krew. Podróż śladami bliskowschodnich chrześcijan (Wydawnictwo Czarne, Wołowiec 2015)[5]
- 2017: Krzysztof Kopczyński i Anna Sajewicz za książkę Dybuk. Opowieść o nieważności świata (Agora, Warszawa 2017)[6]
- 2018: Ewa Wanat za książkę Deutsche nasz. Reportaże berlińskie[7] (Świat Książki, 2018)[8]
- 2019: Mirosław Wlekły za książkę Raban! O kościele nie z tej ziemi (Wydawnictwo Agora, Warszawa 2019)[9]
- 2020: Agnieszka Pajączkowska za książkę Wędrowny Zakład Fotograficzny (Wydawnictwo Czarne, Wołowiec 2019)[10]
- 2021: Jagoda Grondecka za artykuły na temat Afganistanu publikowane w „Krytyce Politycznej" oraz Aleksandra Lipczak za książkę Lajla znaczy noc[11][12]
- 2022: Konstanty Gebert za książkę Ostateczne rozwiązania. Ludobójcy i ich dzieło (Agora, Warszawa 2022)[13]
- 2023: Anna Goc za książkę Głusza (Wydawnictwo Dowody 2023)[14]

## Nominowani
Do Nagrody byli nominowani m.in.: Wojciech Albiński, Adam Balcer, Andrzej Brzeziecki, Monika Bulaj, Natasza Goerke, Paweł Goźliński, Aleksandra Gumowska, Jerzy Haszczyński, Jacek Hugo-Bader, Ewa Jasiewicz, Miłada Jędrysik, Piotr Ibrahim Kalwas, Dorota Kozińska, Michał Książek, Krystyna Kurczab–Redlich, Jacek Leociak, Adam Leszczyński, Tomasz Mazur, Marcin Michalski, Andrzej Muszyński, Małgorzata Nocuń, Lidia Ostałowska, Paweł Pieniążek, Konrad Piskała, Małgorzata Rejmer, Ela Sidi, Jakub Stachowiak, Ziemowit Szczerek, Katarzyna Surmiak-Domańska, Grzegorz Szymanik, Krzysztof Środa, Joanna Tokarska-Bakir, Krzysztof Varga, Daniel Walczak, Maciej Wasielewski, Wojciech Wilczyk, Ilona Wiśniewska, Paulina Wilk, Julia Wizowska, Mirosław Wlekły, Ludwika Włodek, Zdzisław Wolniarowicz, Jerzy B. Wójcik, Marcin Zieliński.
2019
- Joanna Gierak-Onoszko, 27 śmierci Toby’ego Obeda, Dowody na Istnienie, Warszawa 2019
- Iza Klementowska, Skóra. Witamy uchodźców, Karakter, Kraków 2019
- Grzegorz Stern, Borderline. Dwanaście podróży do Birmy, Czarne, Wołowiec 2019
- Ilona Wiśniewska, Lud. Z grenlandzkiej wyspy, Czarne, Wołowiec 2018
- Mirosław Wlekły, Raban! O kościele nie z tej ziemi, Wydawnictwo Agora, Warszawa 2019

2020
- Katarzyna Boni, Auroville. Miasto z marzeń, Agora 2020
- Katarzyna Kobylarczyk, Strup. Hiszpania rozdrapuje rany, Czarne 2019
- Agnieszka Pajączkowska, Wędrowny Zakład Fotograficzny, Czarne 2019
- Filip Skrońc, Nie róbcie mu krzywdy, Czarne 2020
- Maja Wolny, Pociąg do Tybetu, Mando 2020

2021
- Jagoda Grondecka za artykuły na temat Afganistanu publikowane w „Krytyce Politycznej"
- Hanka Grupińska, Dalekowysoko. Tybetańczycy bez ziemi, Wielka Litera 2020
- Aleksandra Lipczak, Lajla znaczy noc, Wydawnictwo Karakter 2020
- Dionisios Sturis, Zachód słońca na Santorini, Wydawnictwo Poznańskie 2021
- Ludwika Włodek, Gorsze dzieci Republiki. O Algierczykach we Francji, Czarne 2020

2022
- Konstanty Gebert, Ostateczne rozwiązania. Ludobójcy i ich dzieło, Agora
- Wojciech Rogacin, Zełenski. Biografia, Wielka Litera
- Katarzyna Surmiak-Domańska, Czystka, Wydawnictwo Czarne
- Ilona Wiśniewska, Migot. Z krańca Grenlandii, Wydawnictwo Czarne
- Ludwika Włodek, Buntowniczki z Afganistanu, Wydawnictwo W.A.B.[13]

2023
- Sylwia Czubkowska, Chińczycy trzymają nas mocno. Pierwsze śledztwo o tym, jak Chiny kolonizują Europę, w tym Polskę, Znak Literanova
- Anna Goc, Głusza, Wydawnictwo Dowody 2022
- Agnieszka Kościańska, Michał Petryk, Odejdź. Rzecz o polskim rasizmie, Krytyka Polityczna 2022
- Małgorzata Nocuń, Miłość to cała moja wina. O kobietach z byłego Związku Radzieckiego, Wydawnictwo Czarne 2023
- Ewa Sapieżyńska, Nie jestem twoim Polakiem. Reportaż z Norwegii, Krytyka Polityczna 2023[15]